# Portunoïdeus
Els portunoïdeus (Portunoidea) són una superfamília de crustacis decàpodes de l'infraordre Brachyura que agrupa tres famílies, Geryonidae (crancs d'alta mar), Portunidae (crancs nedadors) i Trichodactylidae (crancs d'aigua dolça).

## Famílies
- Carcineretidae † Beurlen, 1930[1]
- Carcinidae MacLeay, 1838
- Catoptridae Borradaile, 1902
- Geryonidae Colosi, 1923
- Lithophylacidae † Van Straelen, 1936
- Longusorbiidae † Karasawa, Schweitzer & Feldmann, 2008
- Macropipidae Stephenson & Campbell, 1960
- Pirimelidae Alcock, 1899
- Portunidae Rafinesque, 1815
- Psammocarcinidae † Beurlen, 1930
- Thiidae Dana, 1852

Carcineretidae, una família fòssil del Cretaci, ser classificada en aquesta superfamília. Si això és així, una altra família extinta, Torynommidae també ha de ser inclosa en Portunoidea.